# دهستان فاریاب
دهستان فاریاب، یکی از دهستان‌های بخش مرکزی شهرستان رودان در استان هرمزگان ایران است. مرکز این دهستان، روستای فاریاب است.

## جمعیت
بر پایه سرشماری عمومی نفوس و مسکن در سال ۱۳۹۵، جمعیت دهستان فاریاب برابر با ۲٬۹۲۲ نفر بوده‌است.